# David Corenswet
David Packard Corenswet (ur. 8 lipca 1993 w Filadelfii) – amerykański aktor, scenarzysta i producent telewizyjny pochodzenia żydowskiego ze strony ojca i angielsko-irlandzkiego ze strony matki. Wystąpił w serialach Netflixa – Wybory Paytona Hobarta i Hollywood.

## Filmografia

### Film
| Rok  | Tytuł                            | Rola           | Uwagi                       |
| ---- | -------------------------------- | -------------- | --------------------------- |
| 2011 | Following Chase                  | Ted            | krótkometrażowy; scenariusz |
| 2013 | Michael and Clyde                | Clyde          | krótkometrażowy             |
| 2018 | Zdrada stanu (Affairs of State)  | Michael Lawson |                             |
| 2019 | Słoneczna noc (The Sunlit Night) | Scott Glenn    |                             |
| 2020 | Project Pay Day                  | Ratownik       |                             |
| 2022 | Dwa życia                        | Jake           |                             |
| 2022 | Pearl                            | Projectionist  |                             |
| 2024 | The Greatest Hits                | Max Enders     |                             |
| 2024 | Twisters                         | Scott          |                             |
| 2025 | Superman                         | Superman       |                             |

### Telewizja
| Rok     | Tytuł                  | Rola             | Uwagi                  |
| ------- | ---------------------- | ---------------- | ---------------------- |
| 2014–18 | Moe & Jerryweather     | Jerryweather     | 17 odcinków            |
| 2015    | One Bad Choice         | Reggie Shaw      | odcinek: „Reggie Shaw” |
| 2017    | Elementary             | Houston Spivey   | odcinek: „High Heat”   |
| 2018    | Instinct               | Spencer Baymoore | odcinek: „Live”        |
| 2018    | House of Cards         | Reed             | odcinek: „Chapter 72”  |
| 2019–20 | Wybory Paytona Hobarta | River Barkley    | 11 odcinków            |
| 2020    | Hollywood              | Jack Castello    | 7 odcinków             |
| 2022    | Miasto jest nasze      | David McDougall  | 6 odcinków             |